# Kosciusko Island
Kosciusko Island is een eiland in de Alexanderarchipel in de Alaska Panhandle in het zuidoosten van Alaska in de Verenigde Staten.

## Geografie
Het eiland ligt in de noordwestelijke hoek van het Prins van Waleseiland en de eilanden worden van elkaar gescheiden door de Shakan Bay, Shakan Strait en de El Capitan Passage. Ten noordwesten en westen van het eiland ligt de Sumner Strait die iets westelijker uitmondt in de Golf van Alaska. Aan de overzijde van deze zeestraat ligt in het noordwesten Kuiu Island. Ten zuidwesten van het eiland ligt Iphigenia Bay, een baai van de Golf van Alaska. In het zuidwesten ligt Warren Island waarvan het gescheiden wordt door het Warren Channel. In het zuidoosten ligt de Davidson Inlet en Tokeen Bay met aan de overzijde Heceta Island, Marble Island en Orr Island.
Kosciusko Island heeft een landoppervlak van 444,4 km², waarmee het het 38e grootste eiland in de Verenigde Staten is. Volgens de volkstelling van 2000 woonden er 52 mensen op het eiland, allemaal in Edna Bay, de enige bewoonde plaats. De locatie van het lang verlaten dorp Shakan ligt aan de noordwestkust van Kosciusko Island, niet op het nabijgelegen Shakan Island.
Bergen op het eiland zijn de Mount Francis, Holbrook Mountain en Tokeen Peak.

## Geschiedenis
Kosciusko Island werd in 1879 vernoemd door William Healey Dall van de United States Coast and Geodetic Survey naar Tadeusz Kościuszko.